# シュポルトフォールム・ライプツィヒ
シュポルトフォールム・ライプツィヒ（独:Sportforum Leipzig）はライプツィヒ北西部にある運動公園である。本公園はヤーン大通り、フリードリヒ・エーベルト通りとエルスター貯水池に囲まれた形である。 場合によっては公園内にある中央競技場を指す事もある。施設はライプチヒ市が所有し運営管理を行っている。 

## 施設
シュポルトフォールムには以下の施設がある:

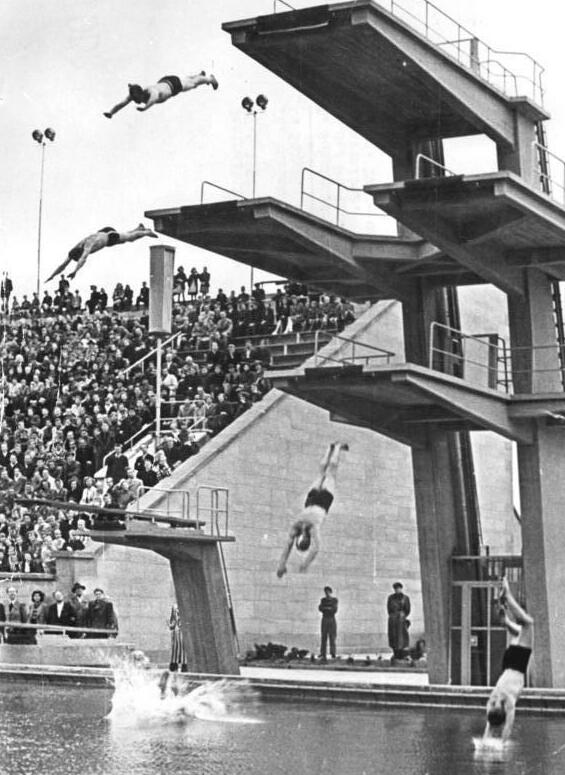
水泳場（1952年）

- 中央競技場 (レッドブルアリーナ。改修前の競技場についてはライプツィヒ中央競技場(1956)（ドイツ語版）を参照)
- アレナ・ライプツィヒ（英語版）
- ライプツィヒ祭典緑地
- ライプツィヒ・スポーツ博物館（ドイツ語版） (現時点で一般公開されていない)
- 水泳場 (2004年まで)

1952年に建設された観客9,000人収容の水泳場は2004年に取り壊されたが、北側のグランドスタンドの保存がなされ、スポーツ博物館として利用される事となった。また水泳場の南側にあったホッケー場も2000年に取り壊されている。
この他、様々な研修機関、その他のスポーツ組織が本部をおいており、 オリンピア・シュトゥッツプンクト・ライプツィヒ等の幾つかの組織が北側の陸上競技施設を使用し、ライプツィヒ陸上競技センター（LAZ）本部もある。
シュポルトフォールムのすぐ南には、東西ドイツ統一により解散した旧ドイツ身体文化大学（DHfK）が使用していた、現ライプチヒ大学スポーツ学部の大規模な校舎と競技場の複合施設がある。 西側にあたるエルスター貯水池の対岸には、ライプツィヒ小メッセと、RBライプツィヒのトレーニングセンターの敷地やその他のスポーツ施設がある。

## 沿革
エルスター貯水池に面した競技場は、1954年から1956年にかけてカール・ソ－ラドニー指示の下で建設された。競技場の高さ23メートルの壁には多量の戦災瓦礫を使って作られた。 
東ドイツ時代には体操とスポーツの祭典や、国内外の陸上競技大会が開催された。 1997年にはライプツィヒで開催されたドイツ福音主義教会信徒大会における最後の礼拝会場としても使用されている。 2006年ワールドカップにおいて5試合が中央競技場で開催された。

## 画像

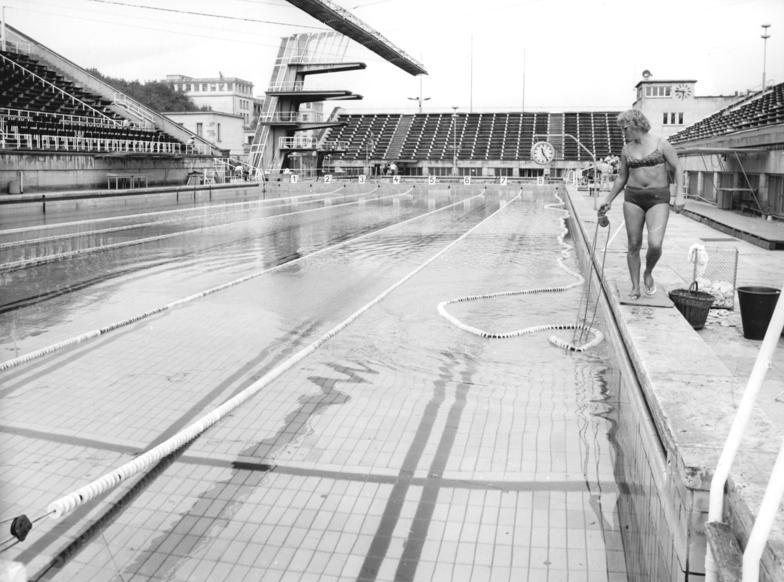
水泳場（1971）
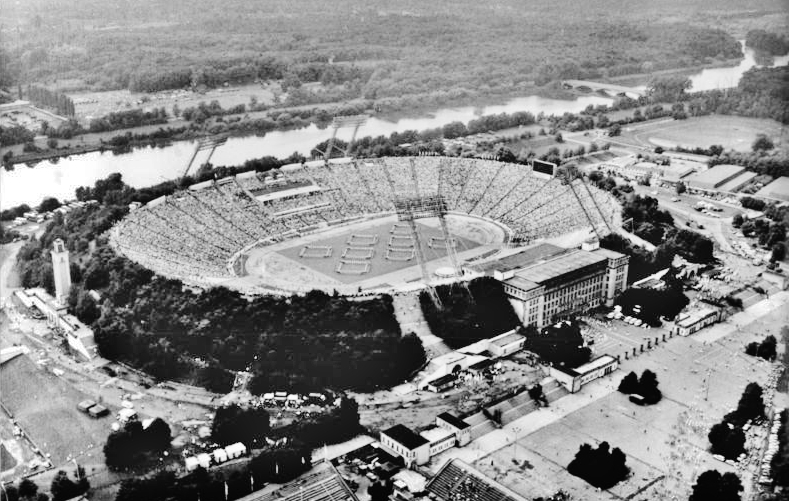
シュポルトフォールムの北側：改修前の中央競技場（1987）
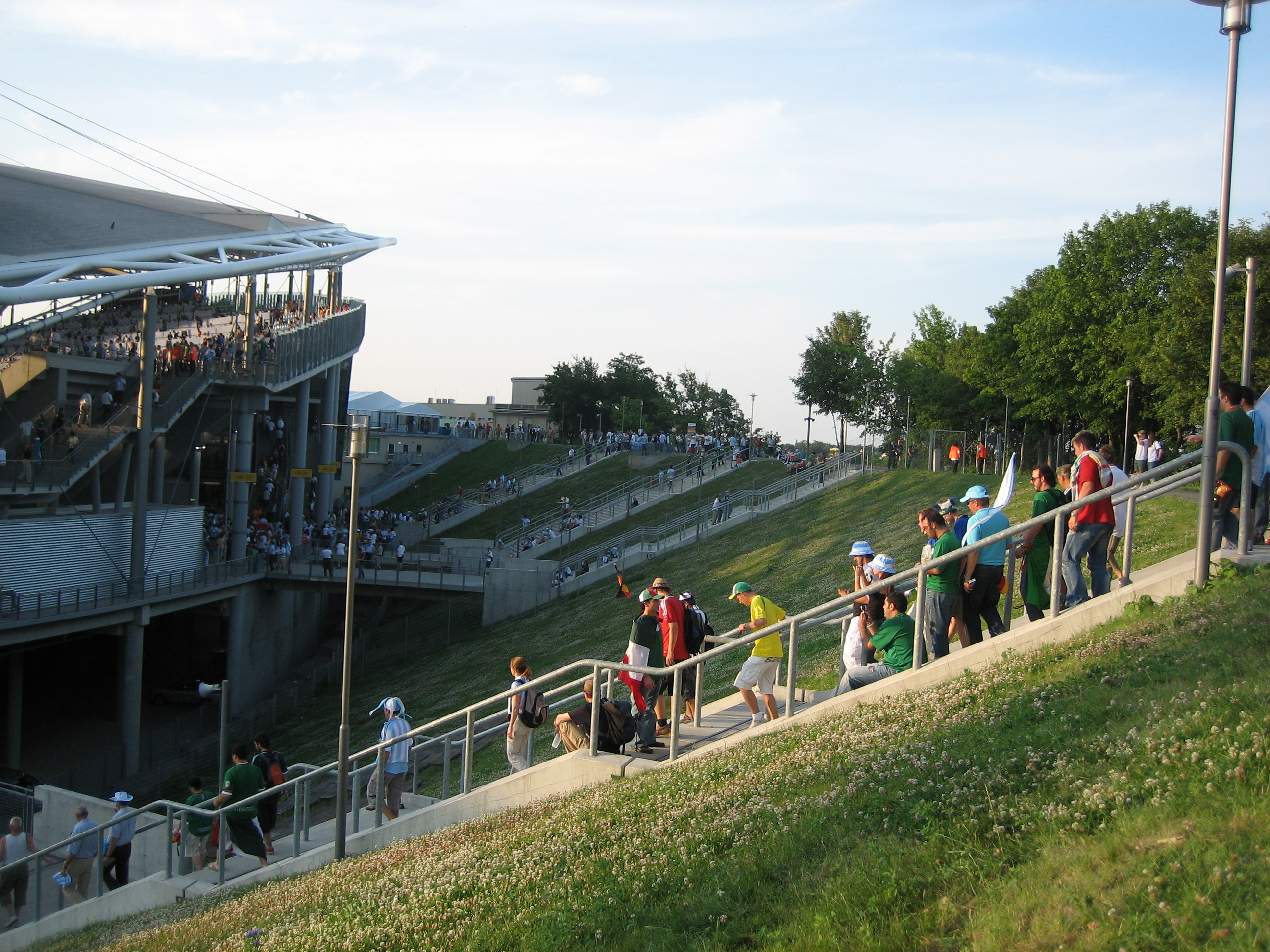
旧競技場の壁を越える新スタジアムへの入口（2006）

## アクセス
- シュポルトフォールム南電停 - ライプツィヒ市電3、7、8、15系統